# Félix Liénard
Pour les articles homonymes, voir Liénard.
Félix Liénard, né le 6 octobre 1812 à Verdun (Meuse), ville où il est mort le 26 mars 1894, est un conservateur de musée, érudit, historien et archéologue français, qui s'est consacré à l'étude et à la muséographie de son département natal.

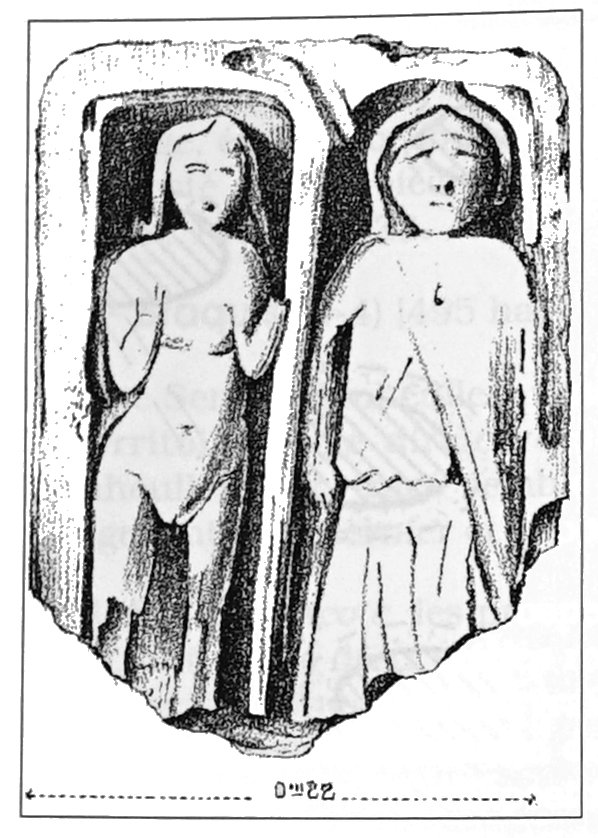
Brauvilliers. Rosmerta-Vénus & Teutatès-Mercure (F. Liénard)

## Biographie
Issu d'un père contrôleur des contributions, il acquiert la formation nécessaire à l'entrée dans la carrière administrative.
Il devient inspecteur de l'instruction publique de la Meuse.
De 1853 à 1894, il est conservateur du musée de Verdun, qui ne sera installé à l'Hôtel de la Princerie qu'en 1932. Il enrichit notablement les fonds archéologiques : il met en place un réseau de correspondants à l'étranger qui font parvenir des objets antiques de diverses provenances au musée, lequel bénéficie aussi de la cession des collections de la Société philomathique de Verdun en 1853.
Ses fonctions de conservateur l'amènent à suivre divers chantiers de fouilles archéologiques dans le département : en 1870, il remet au musée un vase provenant des sépultures mérovingiennes de Muzeray.
Il fut membre de plusieurs sociétés savantes, :
- Société philomathique de Verdun : président (1850)[9], secrétaire (1863), secrétaire perpétuel (1881)[10].
- Commission de topographie des Gaules : membre correspondant (1865)[11].
- Comité des travaux historiques et scientifiques (CTHS) : membre non résidant
- Commission du Musée de Verdun : président

Certaines de ses archives sont déposées au musée d'Archéologie nationale de Saint-Germain-en-Laye. 

## Œuvre (sélection)
Il a produit un nombre important d'ouvrages d'érudition. Deux ouvrages se détachent du lot :
- Le Dictionnaire topographique du département de la Meuse, comprenant les noms de lieu anciens et modernes, publié en 1872, réédité en 1882 et de nouveau en 2004, l'édition originale étant maintenant disponible en ligne gratuitement sur le site Gallica de la Bibliothèque nationale de France[12].
- Archéologie de la Meuse. Description des voies anciennes et des monuments aux époques celtique et gallo-romaine, en trois tomes lisibles et téléchargeables en ligne gratuitement sur le site de la bibliothèque numérique HathiTrust :

Tome 1 : partie sud du département, 1881
Tome 2 : partie centrale du département, 1884
Tome 3 : partie nord du département, 1885.
Quelques autres publications :
- Notice sur le musée de Verdun, 1863
- Verdun à l'époque celtique et sous la domination romaine, 1872
- L'homme de Cumières pendant l'époque néolithique (âge du renne), 1874
- Monographie de la numismatique verdunoise, 1889
- Note sur une trouvaille de monnaies faite dans les environs de Verdun, 1891
- Catalogue des lépidoptères observés et recueillis aux environs de Verdun, s. d.

## Distinctions et hommages
- Officier de l'Instruction publique[3].
- Le conseil municipal de Verdun, dans sa séance extraordinaire du 19 mars 1879, décide de lui offrir une médaille d'or gravée aux armes de la ville et portant cette inscriptiption : « À F. LIÉNARD, Organisateur du Musée, la Ville de VERDUN reconnaissante — 1879 » [15].
- Une rue de Verdun porte son nom[16].